# Kamilche
Kamilche je obec v okrese Mason v americkém státě Washington. Jedná se o domov indiánského kmene ze Squaxinského ostrova, kromě nějž se zde vyskytuje rovněž zemědělská půda. Dále se v obci nachází důležitá křižovatka silnic U. S. Route 101 a Washington State Route 108. Obec se nachází na jedné ze zátok Pugetova zálivu.
Pro indiánský kmen ze Squaxinského ostrova se jedná o domov, který jim patří duchovně. Nachází se zde muzejní knihovna a výzkumné centrum, kde se návštěvníci mohou dozvědět o umění a zvycích původních obyvatel oblasti. Při cestě z Olympie směrem na jih po Interstate 5 se jedná o první obec, kterou dálnice míjí v okrese Mason.
Samotný indiánský kmen ze Squaxinského ostrova je kmenové uskupení původních obyvatel, které je tvořeno sedmi klany, kteří žijí při pobřeží několika zátok Pugetova zálivu. Do této rezervace se uchýlili v roce 1855, čímž se stali jedním z prvních kmenů, kteří takto začali spolupracovat s federální vládou.
Samotná rezervace tohoto kmene se ale nachází i jinde. Většina jejího území se rozkládá na Squaxinském ostrově, malé části půdy jsou pak roztroušeny po okrese, např. právě v Kamilche nebo na Hartstenově ostrově. Celkem ke kmenu v roce 2000 patřilo 405 lidí, z nichž většina (383) žila v oblasti Kamilche, 22 na Hartstenově ostrově, zatímco Squaxinský ostrov byl neobydlen.
Kmen v Kamilche provozuje kasino Little Creek Casino Resort.